# 乗木新一郎
乗木新一郎（のりき しんいちろう、1946年8月12日 -  ）は、日本の環境学者・水産学者。水産学博士（北海道大学）。専門は分析化学・地球化学。特に、海洋からの化学物質の除去過程。北海道大学名誉教授。藤女子大学元教授。北海道上磯郡木古内町出身

## 略歴
- 函館ラ・サール高等学校卒業
- 1969年（昭和44年）室蘭工業大学工学部工業化学科卒業。
- 1976年（昭和51年）北海道大学大学院水産学研究科博士課程修了。同年、同水産学部助手
- 1981年（昭和56年）同水産学部講師
- 1985年（昭和60年）北海道大学水産学部助教授
- 1989年（平成元年）同大学院地球環境科学研究科教授
- 2010年北海道大学停年退官。同名誉教授。藤女子大学文学部教授
- 2017年藤女子大学定年退職

## 主著
- 西村雅吉編、角皆静男と共著『海洋化学:化学で海を解く』（産業図書 1983年）

## 駐
1. ↑  『北海道人物・人材リスト 2004 なーわ』（日外アソシエーツ編集・発行、2003年）ｐ１６４８

| スタブアイコン | サブスタブ | この項目は、まだ閲覧者の調べものの参照としては役立たない、人物に関連した書きかけの項目です。この項目を加筆・訂正などしてくださる協力者を求めています（P:人物伝/PJ:人物伝）。 |